# Ulrich Spettmann
Ulrich Spettmann (* 29. Juli 1975 in Ludwigshafen am Rhein) ist ein ehemaliger deutscher Handballspieler. Er spielte über 15 Jahre als Kreisläufer für die TSG Friesenheim.

## Karriere
Spettmann begann seine Handballkarriere in Ludwigshafen und spielte fast ausschließlich für die TSG Friesenheim. Auf der Position des Kreisläufers war er über viele Jahre Stammspieler und eine wichtige Stütze des Teams in der 2. Bundesliga.
Nach dem Ende seiner aktiven Profi-Karriere im Jahr 2009 war er weiterhin im Verein aktiv – zunächst als Spieler der zweiten Mannschaft, später auch in der vierten Mannschaft. Zusätzlich übernahm er Aufgaben in der sportlichen Leitung des Vereins.

## Bedeutung für den Verein
Ulrich Spettmann gilt als prägende Figur der TSG Friesenheim und ist dem Verein bis heute verbunden.